# Estádio Manoel Barradas
Estádio Manoel Barradas (zwany również Barradão) – stadion piłkarski w Salvador, Bahia, Brazylia, na którym swoje mecze rozgrywa klub Esporte Clube Vitória.

## Historia
9 grudnia 1986 – inauguracja.
1991 – przebudowa.
25 czerwca 1991 – reinauguracja; pierwszego gola na nowo otwartym stadionie zdobywa Jorge Campos zawodnik Club Olimpia z Paragwaju, która remisuje z Vitórią 1-1.